# P̓
P̓ (minuscule : p̓), appelé P virgule suscrite, est une lettre latine utilisée dans l’écriture du comox, du haisla, du heiltsuk, du kutenai, du kwak'wala, du nitinaht, du nuuchahnulth ehattesaht, du shuswap, du thompson, et de l’umatilla.
Il s’agit de la lettre P diacritée d’une virgule suscrite.

## Représentations informatiques
Le P virgule suscrite peut être représenté avec les caractères Unicode suivants : 
- décomposé (latin de base, diacritiques) :

| formes    | représentations | chaînes de caractères | points de code | descriptions                                          |
| --------- | --------------- | --------------------- | -------------- | ----------------------------------------------------- |
| capitale  | P̓               | P◌̓                    | U+0050 U+0313  | lettre majuscule latine p diacritique virgule en chef |
| minuscule | p̓               | p◌̓                    | U+0070 U+0313  | lettre minuscule latine p diacritique virgule en chef |

## Sources
- « How To Type nɬeʔkèpmxcín (Thompson River Salish) », MELTR. <http://www.meltr.org/Resources/Keyboards/ThompsonU.htm>
- L’Alphabet diidiitidq, FirstVoices.ca
- L’Alphabet Ehattesaht Nuchatlaht, Firstvoices.ca
- L’Alphabet haisla, FirstVoices.ca
- L’Alphabet Ktunaxa, FirstVoices.ca
- L’Alphabet Kwak̓wala, FirstVoices.ca
- L’Alphabet Secwepemctsin (Eastern Dialect), FirstVoices.ca
- L’Alphabet Splatsin, FirstVoices.ca
- Alphabet heiltsuk, Bella Bella Community School.